# Catalunya 1000 km

Circuit de Catalunya

Catalunya 1000 km är en långdistanstävling för sportvagnar som körs på Circuit de Catalunya utanför Barcelona i Katalonien.

## Historia
De första sportvagnstävlingarna i Barcelona hölls på Circuito de Montjuïc i centrala staden. I modern tid har tävlingar i FIA Sportscar Championship och Le Mans Series hållits på racerbanan Circuit de Catalunya.

## Vinnare
| År        | Förare                                                | Bil                             | Distans                         | Mästerskap                      |                                 |
| --------- | ----------------------------------------------------- | ------------------------------- | ------------------------------- | ------------------------------- | ------------------------------- |
| 1999      | Emmanuel Collard Vincenzo Sospiri                     | Ferrari 333 SP                  | 2,5 timmar                      | Sports Racing World Cup         |                                 |
| 2000      | Christian Pescatori David Terrien                     | Ferrari 333 SP                  | 2,5 timmar                      | Sports Racing World Cup         |                                 |
| 2001      | Christian Pescatori Marco Zadra                       | Ferrari 333 SP                  | 2,5 timmar                      | FIA Sportscar Championship      |                                 |
| 2002      | Sébastien Bourdais Jean-Christophe Boullion           | Courage C60-Peugeot             | 2,5 timmar                      | FIA Sportscar Championship      |                                 |
| 2003-2007 | Inga tävlingar                                        | Inga tävlingar                  | Inga tävlingar                  | Inga tävlingar                  | Inga tävlingar                  |
| 2008      | Nicolas Minassian Marc Gené                           | Peugeot 908 HDi FAP             | 1000 km                         | Le Mans Series                  |                                 |
| 2009      | Jan Charouz Tomáš Enge Stefan Mücke                   | Lola-Aston Martin B09/60        | 1000 km                         | Le Mans Series                  |                                 |
| 2010-2018 | Inga tävlingar                                        | Inga tävlingar                  | Inga tävlingar                  | Inga tävlingar                  | Inga tävlingar                  |
| 2019      | Roman Rusinov Job van Uitert Jean-Éric Vergne         | Aurus 01-Gibson                 | 4 timmar                        | Le Mans Series                  |                                 |
| 2020      | Inställt pga COVID-19-pandemin.                       | Inställt pga COVID-19-pandemin. | Inställt pga COVID-19-pandemin. | Inställt pga COVID-19-pandemin. | Inställt pga COVID-19-pandemin. |
| 2021      | Louis Delétraz Robert Kubica Ye Yifei                 | Oreca 07-Gibson                 | 4 timmar                        | Le Mans Series                  |                                 |
| 2022      | Lorenzo Colombo Louis Delétraz Ferdinand von Habsburg | Oreca 07-Gibson                 | 4 timmar                        | Le Mans Series                  |                                 |
| 2023      | Louis Delétraz Charlie Eastwood Salih Yoluç           | Oreca 07-Gibson                 | 4 timmar                        | Le Mans Series                  |                                 |
| 2024      | Lorenzo Fluxá Malthe Jakobsen Ritomo Miyata           | Oreca 07-Gibson                 | 4 timmar                        | Le Mans Series                  |                                 |
| 2025      | François Perrodo Alessio Rovera Matthieu Vaxivière    | Oreca 07-Gibson                 | 4 timmar                        | Le Mans Series                  |                                 |